# Leskinen (île)
L'île Leskinen (en russe Остров Лескинена) est une petite île russe du groupe des îles Vostotchnye faisant elles-mêmes parties de l'archipel Nordenskiöld. Elle se trouve dans la mer de Kara.

## Toponymie
L'île a pris le nom de l’hydrographe arctique Viliam Ianovitch Leskinen.

## Géographie
L'île, de petite taille, est située à l’ouest de l'île Bianki.

## Protection
Comme le reste de l’archipel, elle fait partie de la réserve naturelle du Grand Arctique depuis 1993.

## Sources